# 1993 en animation asiatique
Voir aussi: 1993 au cinéma - 1993 à la télévision
1992 en animation asiatique - 1993 en animation asiatique - 1994 en animation asiatique

## Principales diffusions au Japon

### Films
- 24 février : Dragon Ball Z : L’Histoire de Trunks
- 6 mars : Dragon Ball Z : Broly le super guerrier
- 13 mars : Mobile Suit SD Gundam Festival (en)
- 10 juillet : Dragon Ball Z : Les Mercenaires de l’espace
- 18 décembre : Legend of the Galactic Heroes: Overture to a New War

### OVA
- Août : Dragon Ball Z : Le Plan d’anéantissement des Saïyens
- 21 décembre : Blackjack

### Séries télévisées
Les séries non datées ont débuté avant le 1er janvier de cette année
- 2 avril : Mobile Suit Victory Gundam
- 16 octobre : Slam Dunk